# 新亭ネゴリ駅
新亭ネゴリ駅（シンジョンネゴリえき）は。大韓民国ソウル特別市陽川区新亭3洞にある、ソウル交通公社2号線（新亭支線）の駅である。「ネゴリ」とは韓国語で「衢/네거리、交差点（四差路）」という意味である。駅番号は234-3。

## 歴史
- 1996年
  - 2月29日 - ソウル特別市地下鉄公社（当時）2号線の駅として開業。開業当初は終着駅[1]。
  - 3月20日 - 延伸開業に伴い途中駅になる。
- 2005年1月1日 - ソウル特別市地下鉄公社がソウルメトロに改称。
- 2017年5月31日 - ソウルメトロとソウル特別市都市鉄道公社が統合され、ソウル交通公社の駅となる[2]。

## 駅構造

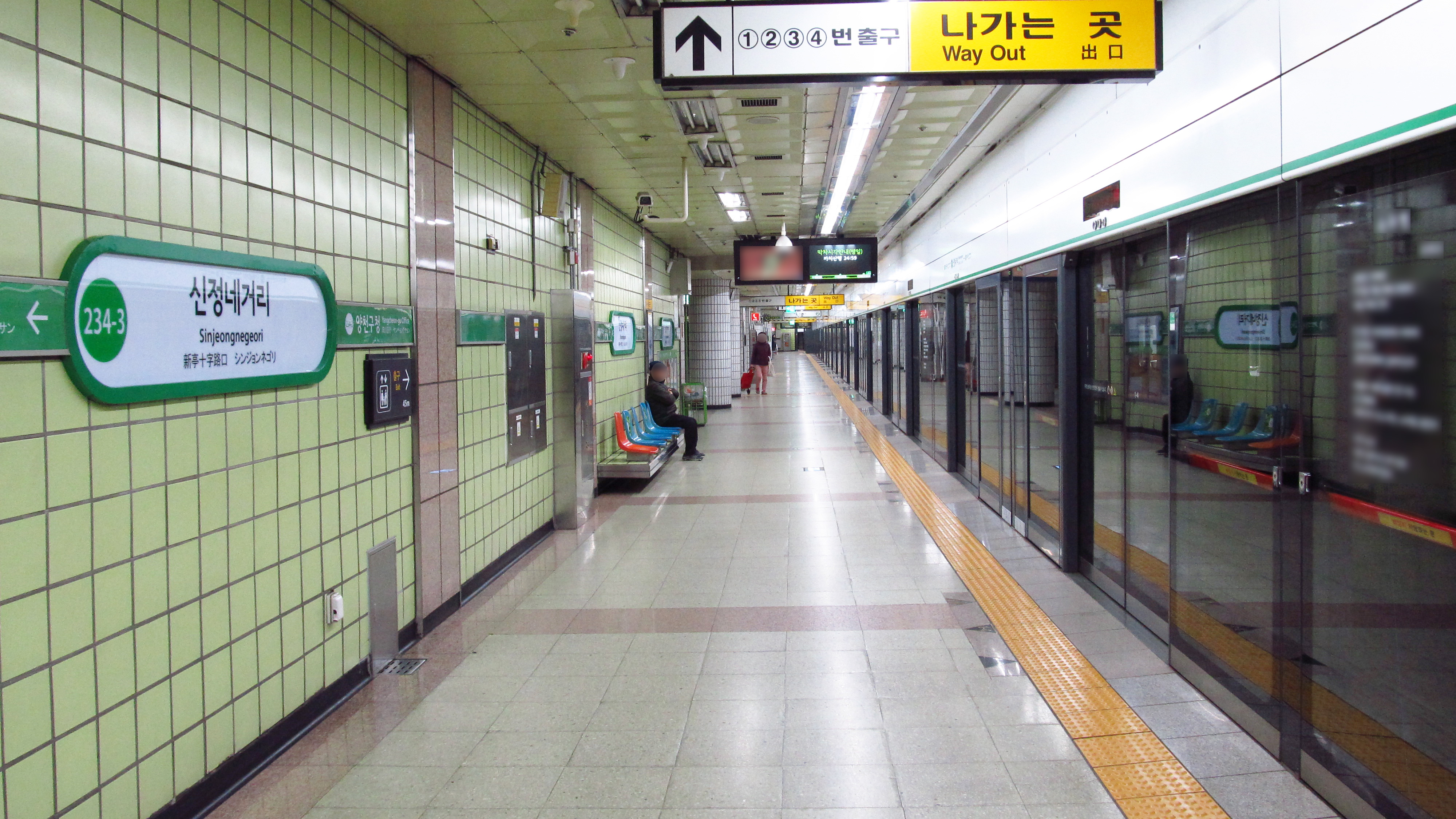
ホーム

相対式ホーム2面2線の地下駅。

### のりば
案内上ののりば番号は設定されていない。
| 上り | 2号線 | 新道林方面 |
| 下り | 2号線 | カチ山行き |

## 利用状況
近年の一日平均利用人員推移は下記のとおり。
| 路線  | 路線     | 2000年 | 2001年 | 2002年 | 2003年 | 2004年 | 2005年 | 2006年 | 2007年 | 2008年 | 2009年 | 出典  |
| ----- | -------- | ------ | ------ | ------ | ------ | ------ | ------ | ------ | ------ | ------ | ------ | ----- |
| 2号線 | 乗車人員 | 13,952 | 15,287 | 15,126 | 14,602 | 14,647 | 13,899 | 13,345 | 12,919 | 12,832 | 12,707 | [ 3 ] |
| 2号線 | 降車人員 | 13,192 | 14,375 | 14,469 | 14,125 | 14,114 | 13,544 | 13,039 | 12,665 | 12,634 | 12,635 | [ 3 ] |
| 2号線 | 乗降人員 | 27,143 | 29,662 | 29,594 | 28,727 | 28,761 | 27,443 | 26,385 | 25,585 | 25,466 | 25,342 | [ 3 ] |
| 路線  | 路線     | 2010年 | 2011年 | 2012年 | 2013年 | 2014年 | 2015年 |        |        |        |        | [ 3 ] |
| 2号線 | 乗車人員 | 12,416 | 12,115 | 11,693 | 11,472 | 11,321 | 11,105 |        |        |        |        | [ 3 ] |
| 2号線 | 降車人員 | 12,328 | 12,090 | 11,695 | 11,487 | 11,266 | 11,013 |        |        |        |        | [ 3 ] |
| 2号線 | 乗降人員 | 24,744 | 24,205 | 23,388 | 22,959 | 22,587 | 22,118 |        |        |        |        | [ 3 ] |

## 駅周辺
駅の南東側に大規模な住宅団地がある。ソウル交通公社5号線新亭駅は北東へ500mほど離れている。
- 新亭1洞住民センター
- 新南中学校
- ソウル南明初等学校
- 新西中学校
- ソウル明陽初等学校（朝鮮語版）
- 新亭第一市場
- KEBハナ銀行新亭洞支店
- 国民銀行新亭ネゴリ駅支店
- 新亭119安全センター
- 新月2洞郵便局

## 隣の駅
ソウル交通公社
 2号線（新亭支線）
陽川区庁駅 (234-2) - 新亭ネゴリ駅 (234-3) - カチ山駅 (234-4)